# Ураусу

43°25′50″ пн. ш. 141°49′8″ сх. д. / 43.43056° пн. ш. 141.81889° сх. д.
Урау́су (яп. 浦臼町, うらうすちょう, МФА: [uɾa.usu̥ t͡ɕoː]) — містечко в Японії, в повіті Кабато округу Сораті префектури Хоккайдо. Станом на 1 жовтня 2008 року площа містечка становила 101,08 км². Станом на 31 березня 2017 населення містечка становило 1926 осіб.